# Cerapteryx pallida
Cerapteryx pallida är en fjärilsart som beskrevs av Tutt 1891. Cerapteryx pallida ingår i släktet Cerapteryx och familjen nattflyn. Inga underarter finns listade i Catalogue of Life.